# Flautando Köln
Flautando Köln ist ein deutsches Blockflötenquartett.
Es wurde 1990 gegründet. Die heutige Besetzung besteht aus Susanne Hochscheid, Susanna Borsch, Ursula Thelen und Kerstin de Witt. Das Ensemble konzertiert im In- und Ausland. Seine Interpretationen wurden vom WDR, SWR, Radio Bremen, dem Saarländischen Rundfunk und dem Deutschlandfunk dokumentiert.
Die Programme des Ensembles reichen vom Mittelalter bis zur modernen Musik.
Mit großem Stilgefühl und Phantasie arrangieren sie Werke aller Epochen für ihre Besetzung, die nicht nur mit mehr als 40 Blockflöten verschiedenster Größe und Bauart aufwartet, sondern auch mit der vielgelobten Sopranstimme von Ursula Thelen eine weitere Facette erklingen lässt.

„…ein swingendes Blockflötenquartett von Weltformat.“

(Schleswig-Holsteinischer Zeitungsverlag, 2011)

## Diskografie (Auswahl)
- La Spiritata (1996)
- Ancor che col partire (2000)
- Johann Christian Schickhardt: IV Concerts à 4 flutes es basse continue (2001)
- Wie schön leuchtet der Morgenstern
- Musica Hispanica (2004)
- La Spiritata 2 (2007)
- Ye Sacred Muses (2009)
- Neuland (2012)
- Johann Sebastian Bach (2010)